# ATP Tour 2021
L'ATP Tour 2021 è un insieme di tornei organizzati dall'ATP divisi in quattro categorie: tornei del Grande Slam, Masters 1000, 500 e 250. Il programma comprendeva anche i tornei organizzati dall'ITF: la Coppa Davis, le ATP Finals, le Next Generation ATP Finals e l'ATP Cup. In questa stagione si è anche disputato il torneo olimpico, slittato dal 2020 a causa della pandemia di COVID-19.
Il programma non è stato reso noto completamente ma su base bimestrale per controllare l'andamento della pandemia. Il calendario delle prime sette settimane è stato reso noto a metà dicembre 2020. Il 29 dicembre è stato reso noto il calendario fino a fine marzo. A causa della pandemia diversi tornei hanno subito cancellazioni o spostamenti.

## Calendario
Questo è il calendario completo degli eventi del 2021, con i risultati in progressione dai quarti di finale.
Legenda
| Grande Slam           |
| ATP Finals            |
| Giochi olimpici       |
| ATP Tour Masters 1000 |
| ATP Tour 500          |
| ATP Tour 250          |
| Evento a squadre      |

### Gennaio
| Settimana            | Torneo | Campioni                                           | Finalisti                        | Semifinalisti                     | Eliminati ai quarti di finale                                              |
| -------------------- | --- | -------------------------------------------------- | -------------------------------- | --------------------------------- | -------------------------------------------------------------------------- |
| 4 gennaio 11 gennaio | Antalya Open Adalia, Turchia ATP Tour 250 361800 € - Cemento - 32S/16Q/16D Singolare - Doppio                | Alex de Minaur 2-0, rit.                           | Aleksandr Bublik                 | Jérémy Chardy David Goffin        | Matteo Berrettini Jan-Lennard Struff Nikoloz Basilašvili Stefano Travaglia |
| 4 gennaio 11 gennaio | Antalya Open Adalia, Turchia ATP Tour 250 361800 € - Cemento - 32S/16Q/16D Singolare - Doppio                | Nikola Mektić Mate Pavić 6-2, 6-4                  | Ivan Dodig Filip Polášek         | Jérémy Chardy David Goffin        | Matteo Berrettini Jan-Lennard Struff Nikoloz Basilašvili Stefano Travaglia |
| 4 gennaio 11 gennaio | Delray Beach Open Delray Beach, Stati Uniti ATP Tour 250 418195 $ - Cemento - 28S/16Q/16D Singolare - Doppio | Hubert Hurkacz 6-3, 6-3                            | Sebastian Korda                  | Christian Harrison Cameron Norrie | Gianluca Mager Roberto Quiroz Frances Tiafoe John Isner                    |
| 4 gennaio 11 gennaio | Delray Beach Open Delray Beach, Stati Uniti ATP Tour 250 418195 $ - Cemento - 28S/16Q/16D Singolare - Doppio | Ariel Behar Gonzalo Escobar 6(5)-7, 7-6(4), [10-4] | Christian Harrison Ryan Harrison | Christian Harrison Cameron Norrie | Gianluca Mager Roberto Quiroz Frances Tiafoe John Isner                    |
| 18 gennaio           | Nessun torneo previsto                                                                                       | Nessun torneo previsto                             | Nessun torneo previsto           | Nessun torneo previsto            | Nessun torneo previsto                                                     |
| 25 gennaio           | Nessun torneo previsto                                                                                       | Nessun torneo previsto                             | Nessun torneo previsto           | Nessun torneo previsto            | Nessun torneo previsto                                                     |

### Febbraio
| Settimana              | Torneo | Campioni                                       | Finalisti                         | Semifinalisti                    | Eliminati ai quarti di finale                                                                                     |
| ---------------------- | --- | ---------------------------------------------- | --------------------------------- | -------------------------------- | --- |
| 1º febbraio            | ATP Cup Melbourne, Australia Torneo a squadre misto maschile 4500000 $ - Cemento - 12 squadre                                 | Russia 2-0                                     | Italia                            | Germania Spagna                  | Round Robin Gruppo A Serbia Canada Gruppo B Grecia Australia Gruppo C Francia Austria Gruppo D Argentina Giappone |
| 1º febbraio            | Great Ocean Road Open Melbourne, Australia ATP Tour 250 311665 $ - Cemento - 56S/24D Singolare - Doppio                       | Jannik Sinner 7-6(4), 6-4                      | Stefano Travaglia                 | Thiago Monteiro Karen Chačanov   | Jordan Thompson Hubert Hurkacz Miomir Kecmanović Botic van de Zandschulp                                          |
| 1º febbraio            | Great Ocean Road Open Melbourne, Australia ATP Tour 250 311665 $ - Cemento - 56S/24D Singolare - Doppio                       | Jamie Murray Bruno Soares 6-3, 7-6(7)          | Juan Sebastián Cabal Robert Farah | Thiago Monteiro Karen Chačanov   | Jordan Thompson Hubert Hurkacz Miomir Kecmanović Botic van de Zandschulp                                          |
| 1º febbraio            | Murray River Open Melbourne, Australia ATP Tour 250 373465 $ - Cemento - 56S/24D Singolare - Doppio                           | Daniel Evans 6-2, 6-3                          | Félix Auger-Aliassime             | Jérémy Chardy Corentin Moutet    | Stan Wawrinka Borna Ćorić Jiří Veselý Grigor Dimitrov                                                             |
| 1º febbraio            | Murray River Open Melbourne, Australia ATP Tour 250 373465 $ - Cemento - 56S/24D Singolare - Doppio                           | Nikola Mektić Mate Pavić 7-6(2), 6-3           | Jérémy Chardy Fabrice Martin      | Jérémy Chardy Corentin Moutet    | Stan Wawrinka Borna Ćorić Jiří Veselý Grigor Dimitrov                                                             |
| 8 febbraio 15 febbraio | Australian Open Melbourne, Australia Grande Slam 32790000 AUD - Cemento - 128S/128Q/64D/32X Singolare - Doppio - Doppio misto | Novak Đoković 7-5, 6-2, 6-2                    | Daniil Medvedev                   | Aslan Karacev Stefanos Tsitsipas | Alexander Zverev Grigor Dimitrov Andrej Rublëv Rafael Nadal                                                       |
| 8 febbraio 15 febbraio | Australian Open Melbourne, Australia Grande Slam 32790000 AUD - Cemento - 128S/128Q/64D/32X Singolare - Doppio - Doppio misto | Ivan Dodig Filip Polášek 6-3, 6-4              | Rajeev Ram Joe Salisbury          | Aslan Karacev Stefanos Tsitsipas | Alexander Zverev Grigor Dimitrov Andrej Rublëv Rafael Nadal                                                       |
| 8 febbraio 15 febbraio | Australian Open Melbourne, Australia Grande Slam 32790000 AUD - Cemento - 128S/128Q/64D/32X Singolare - Doppio - Doppio misto | Barbora Krejčíková Rajeev Ram 6-1, 6-4         | Samantha Stosur Matthew Ebden     | Aslan Karacev Stefanos Tsitsipas | Alexander Zverev Grigor Dimitrov Andrej Rublëv Rafael Nadal                                                       |
| 22 febbraio            | Córdoba Open Córdoba, Argentina ATP Tour 250 393935 $ - Terra rossa - 28S/16Q/16D Singolare - Doppio                          | Juan Manuel Cerúndolo 6-0, 2-6, 6-2            | Albert Ramos Viñolas              | Facundo Bagnis Federico Coria    | Diego Schwartzman Jozef Kovalík Thiago Monteiro Benoît Paire                                                      |
| 22 febbraio            | Córdoba Open Córdoba, Argentina ATP Tour 250 393935 $ - Terra rossa - 28S/16Q/16D Singolare - Doppio                          | Rafael Matos Felipe Meligeni Alves 6-4, 6-1    | Romain Arneodo Benoît Paire       | Facundo Bagnis Federico Coria    | Diego Schwartzman Jozef Kovalík Thiago Monteiro Benoît Paire                                                      |
| 22 febbraio            | Singapore Tennis Open Singapore, Singapore ATP Tour 250 361800 $ - Cemento (i) - 28S/16Q/16D Singolare - Doppio               | Alexei Popyrin 4-6, 6-0, 6-2                   | Aleksandr Bublik                  | Radu Albot Marin Čilić           | Adrian Mannarino Yoshihito Nishioka Kwon Soon-woo Matthew Ebden                                                   |
| 22 febbraio            | Singapore Tennis Open Singapore, Singapore ATP Tour 250 361800 $ - Cemento (i) - 28S/16Q/16D Singolare - Doppio               | Sander Gillé Joran Vliegen 6-2, 6-3            | Matthew Ebden John-Patrick Smith  | Radu Albot Marin Čilić           | Adrian Mannarino Yoshihito Nishioka Kwon Soon-woo Matthew Ebden                                                   |
| 22 febbraio            | Open Sud de France Montpellier, Francia ATP Tour 250 323970 € - Cemento (i) - 28S/16Q/16D Singolare - Doppio                  | David Goffin 5-7, 6-4, 6-2                     | Roberto Bautista Agut             | Peter Gojowczyk Jahor Herasimaŭ  | Ugo Humbert Dennis Novak Alejandro Davidovich Fokina Lorenzo Sonego                                               |
| 22 febbraio            | Open Sud de France Montpellier, Francia ATP Tour 250 323970 € - Cemento (i) - 28S/16Q/16D Singolare - Doppio                  | Henri Kontinen Édouard Roger-Vasselin 6-2, 7-5 | Jonathan Erlich Andrėj Vasileŭski | Peter Gojowczyk Jahor Herasimaŭ  | Ugo Humbert Dennis Novak Alejandro Davidovich Fokina Lorenzo Sonego                                               |

### Marzo
| Settimana         | Torneo | Campioni                                         | Finalisti                          | Semifinalisti                          | Eliminati ai quarti di finale                                       |
| ----------------- | --- | ------------------------------------------------ | ---------------------------------- | -------------------------------------- | ------------------------------------------------------------------- |
| 1º marzo          | Rotterdam Open Rotterdam, Paesi Bassi ATP Tour 500 1117900 € - Cemento (i) - 32S/16QS/16D/4QD Singolare - Doppio             | Andrej Rublëv 7-6(4), 6-4                        | Márton Fucsovics                   | Stefanos Tsitsipas Borna Ćorić         | Kei Nishikori Karen Chačanov Jérémy Chardy Tommy Paul               |
| 1º marzo          | Rotterdam Open Rotterdam, Paesi Bassi ATP Tour 500 1117900 € - Cemento (i) - 32S/16QS/16D/4QD Singolare - Doppio             | Nikola Mektić Mate Pavić 7-6(7), 6-2             | Kevin Krawietz Horia Tecău         | Stefanos Tsitsipas Borna Ćorić         | Kei Nishikori Karen Chačanov Jérémy Chardy Tommy Paul               |
| 1º marzo          | Argentina Open Buenos Aires, Argentina ATP Tour 250 411940 $ - Terra rossa - 28S/16Q/16D Singolare - Doppio                  | Diego Schwartzman 6-1, 6-2                       | Francisco Cerúndolo                | Miomir Kecmanović Albert Ramos Viñolas | Jaume Munar Sumit Nagal Pablo Andújar Laslo Đere                    |
| 1º marzo          | Argentina Open Buenos Aires, Argentina ATP Tour 250 411940 $ - Terra rossa - 28S/16Q/16D Singolare - Doppio                  | Tomislav Brkić Nikola Ćaćić 6-3, 7-5             | Ariel Behar Gonzalo Escobar        | Miomir Kecmanović Albert Ramos Viñolas | Jaume Munar Sumit Nagal Pablo Andújar Laslo Đere                    |
| 8 marzo           | Chile Open Santiago del Cile, Cile ATP Tour 250 393935 $ - Terra rossa - 28S/16Q/16D Singolare - Doppio                      | Cristian Garín 6-4, 6(3)–7, 7-5                  | Facundo Bagnis                     | Daniel Elahi Galán Federico Delbonis   | Juan Pablo Varillas Roberto Carballés Baena Laslo Đere Holger Rune  |
| 8 marzo           | Chile Open Santiago del Cile, Cile ATP Tour 250 393935 $ - Terra rossa - 28S/16Q/16D Singolare - Doppio                      | Simone Bolelli Máximo González 7-6(4), 6-4       | Federico Delbonis Jaume Munar      | Daniel Elahi Galán Federico Delbonis   | Juan Pablo Varillas Roberto Carballés Baena Laslo Đere Holger Rune  |
| 8 marzo           | Open 13 Provence Marsiglia, Francia ATP Tour 250 409765 € - Cemento (i) - 28S/16Q/16D Singolare - Doppio                     | Daniil Medvedev 6-4, 6(4)-7, 6-4                 | Pierre-Hugues Herbert              | Matthew Ebden Ugo Humbert              | Jannik Sinner Karen Chačanov Arthur Rinderknech Stefanos Tsitsipas  |
| 8 marzo           | Open 13 Provence Marsiglia, Francia ATP Tour 250 409765 € - Cemento (i) - 28S/16Q/16D Singolare - Doppio                     | Lloyd Glasspool Harri Heliövaara 7-5, 7-6(4)     | Sander Arends David Pel            | Matthew Ebden Ugo Humbert              | Jannik Sinner Karen Chačanov Arthur Rinderknech Stefanos Tsitsipas  |
| 8 marzo           | Qatar ExxonMobil Open Doha, Qatar ATP Tour 250 890920 $ - Cemento - 28S/16Q/16D Singolare - Doppio                           | Nikoloz Basilašvili 7-6(5), 6-2                  | Roberto Bautista Agut              | Andrej Rublëv Taylor Fritz             | Dominic Thiem Márton Fucsovics Denis Shapovalov Roger Federer       |
| 8 marzo           | Qatar ExxonMobil Open Doha, Qatar ATP Tour 250 890920 $ - Cemento - 28S/16Q/16D Singolare - Doppio                           | Aslan Karacev Andrej Rublëv 7-5, 6-4             | Marcus Daniell Philipp Oswald      | Andrej Rublëv Taylor Fritz             | Dominic Thiem Márton Fucsovics Denis Shapovalov Roger Federer       |
| 15 marzo          | Dubai Tennis Championships Dubai, Emirati Arabi Uniti ATP Tour 500 2048855 $ - Cemento - 32S/16QS/16D/4QD Singolare - Doppio | Aslan Karacev 6-3, 6-2                           | Lloyd Harris                       | Denis Shapovalov Andrej Rublëv         | Kei Nishikori Jérémy Chardy Jannik Sinner Márton Fucsovics          |
| 15 marzo          | Dubai Tennis Championships Dubai, Emirati Arabi Uniti ATP Tour 500 2048855 $ - Cemento - 32S/16QS/16D/4QD Singolare - Doppio | Juan Sebastián Cabal Robert Farah 7-6(0), 7-6(4) | Nikola Mektić Mate Pavić           | Denis Shapovalov Andrej Rublëv         | Kei Nishikori Jérémy Chardy Jannik Sinner Márton Fucsovics          |
| 15 marzo          | Abierto Mexicano de Tenis Acapulco, Messico ATP Tour 500 1204960 $ - Cemento - 32S/16QS/16D/4QD Singolare - Doppio           | Alexander Zverev 6-4, 7-6(3)                     | Stefanos Tsitsipas                 | Lorenzo Musetti Dominik Koepfer        | Félix Auger-Aliassime Grigor Dimitrov Cameron Norrie Casper Ruud    |
| 15 marzo          | Abierto Mexicano de Tenis Acapulco, Messico ATP Tour 500 1204960 $ - Cemento - 32S/16QS/16D/4QD Singolare - Doppio           | Ken Skupski Neal Skupski 7-6(3), 6-4             | Marcel Granollers Horacio Zeballos | Lorenzo Musetti Dominik Koepfer        | Félix Auger-Aliassime Grigor Dimitrov Cameron Norrie Casper Ruud    |
| 22 marzo 29 marzo | Miami Open Miami, Stati Uniti ATP Tour Masters 1000 6687570 $ - Cemento - 96S/48Q/32D Singolare - Doppio                     | Hubert Hurkacz 7-6(4), 6-4                       | Jannik Sinner                      | Roberto Bautista Agut Andrej Rublëv    | Daniil Medvedev Aleksandr Bublik Sebastian Korda Stefanos Tsitsipas |
| 22 marzo 29 marzo | Miami Open Miami, Stati Uniti ATP Tour Masters 1000 6687570 $ - Cemento - 96S/48Q/32D Singolare - Doppio                     | Nikola Mektić Mate Pavić 6-4, 6-4                | Daniel Evans Neal Skupski          | Roberto Bautista Agut Andrej Rublëv    | Daniil Medvedev Aleksandr Bublik Sebastian Korda Stefanos Tsitsipas |

### Aprile
| Settimana | Torneo | Campioni                                       | Finalisti                     | Semifinalisti                           | Eliminati ai quarti di finale                                        |
| --------- | --- | ---------------------------------------------- | ----------------------------- | --------------------------------------- | -------------------------------------------------------------------- |
| 5 aprile  | AnyTech365 Andalucia Open Marbella, Spagna ATP Tour 250 408800 € - Terra rossa - 28S/16Q/16D Singolare - Doppio                      | Pablo Carreño Busta 6-1, 2-6, 6-4              | Jaume Munar                   | Albert Ramos Viñolas Carlos Alcaraz     | Kwon Soon-woo Norbert Gombos Casper Ruud Il'ja Ivaška                |
| 5 aprile  | AnyTech365 Andalucia Open Marbella, Spagna ATP Tour 250 408800 € - Terra rossa - 28S/16Q/16D Singolare - Doppio                      | Ariel Behar Gonzalo Escobar 6-2, 6-4           | Tomislav Brkić Nikola Ćaćić   | Albert Ramos Viñolas Carlos Alcaraz     | Kwon Soon-woo Norbert Gombos Casper Ruud Il'ja Ivaška                |
| 5 aprile  | Sardegna Open Cagliari, Italia ATP Tour 250 408800 € - Terra rossa - 28S/16Q/16D Singolare - Doppio                                  | Lorenzo Sonego 2-6, 7-6(5), 6-4                | Laslo Đere                    | Nikoloz Basilašvili Taylor Fritz        | Lorenzo Musetti Jan-Lennard Struff Yannick Hanfmann Aljaž Bedene     |
| 5 aprile  | Sardegna Open Cagliari, Italia ATP Tour 250 408800 € - Terra rossa - 28S/16Q/16D Singolare - Doppio                                  | Lorenzo Sonego Andrea Vavassori 6-3, 6-4       | Simone Bolelli Andrés Molteni | Nikoloz Basilašvili Taylor Fritz        | Lorenzo Musetti Jan-Lennard Struff Yannick Hanfmann Aljaž Bedene     |
| 12 aprile | Monte-Carlo Masters Monte Carlo, Principato di Monaco ATP Tour Masters 1000 2082960 € - Terra rossa - 56S/28Q/28D Singolare - Doppio | Stefanos Tsitsipas 6-3, 6-3                    | Andrej Rublëv                 | Daniel Evans Casper Ruud                | David Goffin Alejandro Davidovich Fokina Rafael Nadal Fabio Fognini  |
| 12 aprile | Monte-Carlo Masters Monte Carlo, Principato di Monaco ATP Tour Masters 1000 2082960 € - Terra rossa - 56S/28Q/28D Singolare - Doppio | Nikola Mektić Mate Pavić 6-3, 4-6, [10-7]      | Daniel Evans Neal Skupski     | Daniel Evans Casper Ruud                | David Goffin Alejandro Davidovich Fokina Rafael Nadal Fabio Fognini  |
| 19 aprile | Barcelona Open Barcellona, Spagna ATP Tour 500 1565480 € - Terra rossa - 48S/24QS/16D/4QD Singolare - Doppio                         | Rafael Nadal 6-4, 6(6)–7, 7-5                  | Stefanos Tsitsipas            | Pablo Carreño Busta Jannik Sinner       | Cameron Norrie Diego Schwartzman Andrej Rublëv Félix Auger-Aliassime |
| 19 aprile | Barcelona Open Barcellona, Spagna ATP Tour 500 1565480 € - Terra rossa - 48S/24QS/16D/4QD Singolare - Doppio                         | Juan Sebastián Cabal Robert Farah 6-4, 6-2     | Kevin Krawietz Horia Tecău    | Pablo Carreño Busta Jannik Sinner       | Cameron Norrie Diego Schwartzman Andrej Rublëv Félix Auger-Aliassime |
| 19 aprile | Serbia Open Belgrado, Serbia ATP Tour 250 650000 € - Terra rossa - 28S/16Q/16D Singolare - Doppio                                    | Matteo Berrettini 6-1, 3-6, 7-6(0)             | Aslan Karacev                 | Novak Đoković Tarō Daniel               | Miomir Kecmanović Gianluca Mager Federico Delbonis Filip Krajinović  |
| 19 aprile | Serbia Open Belgrado, Serbia ATP Tour 250 650000 € - Terra rossa - 28S/16Q/16D Singolare - Doppio                                    | Ivan Sabanov Matej Sabanov 6-3, 7-6(5)         | Ariel Behar Gonzalo Escobar   | Novak Đoković Tarō Daniel               | Miomir Kecmanović Gianluca Mager Federico Delbonis Filip Krajinović  |
| 26 aprile | Internazionali di Tennis di Baviera Monaco di Baviera, Germania ATP Tour 250 481270 € - Terra rossa - 28S/16Q/16D Singolare - Doppio | Nikoloz Basilašvili 6-4, 7-6(5)                | Jan-Lennard Struff            | Il'ja Ivaška Casper Ruud                | Alexander Zverev Filip Krajinović Norbert Gombos John Millman        |
| 26 aprile | Internazionali di Tennis di Baviera Monaco di Baviera, Germania ATP Tour 250 481270 € - Terra rossa - 28S/16Q/16D Singolare - Doppio | Wesley Koolhof Kevin Krawietz 4-6, 6-4, [10-5] | Sander Gillé Joran Vliegen    | Il'ja Ivaška Casper Ruud                | Alexander Zverev Filip Krajinović Norbert Gombos John Millman        |
| 26 aprile | Millennium Estoril Open Cascais, Portogallo ATP Tour 250 481270 € - Terra rossa - 28S/16Q/16D Singolare - Doppio                     | Albert Ramos Viñolas 4-6, 6-3, 7-6(3)          | Cameron Norrie                | Alejandro Davidovich Fokina Marin Čilić | Corentin Moutet Ugo Humbert Kevin Anderson Cristian Garín            |
| 26 aprile | Millennium Estoril Open Cascais, Portogallo ATP Tour 250 481270 € - Terra rossa - 28S/16Q/16D Singolare - Doppio                     | Hugo Nys Tim Pütz 7-5, 3-6, [10-3]             | Luke Bambridge Dominic Inglot | Alejandro Davidovich Fokina Marin Čilić | Corentin Moutet Ugo Humbert Kevin Anderson Cristian Garín            |

### Maggio
| Settimana           | Torneo | Campioni                                             | Finalisti                           | Semifinalisti                   | Eliminati ai quarti di finale                                                   |
| ------------------- | --- | ---------------------------------------------------- | ----------------------------------- | ------------------------------- | ------------------------------------------------------------------------------- |
| 2 maggio            | Madrid Open Madrid, Spagna ATP Tour Masters 1000 3 226 325 € - Terra rossa - 56S/28Q/28D Singolare - Doppio              | Alexander Zverev 6(8)-7, 6-4, 6-3                    | Matteo Berrettini                   | Dominic Thiem Casper Ruud       | Rafael Nadal John Isner Aleksandr Bublik Cristian Garín                         |
| 2 maggio            | Madrid Open Madrid, Spagna ATP Tour Masters 1000 3 226 325 € - Terra rossa - 56S/28Q/28D Singolare - Doppio              | Marcel Granollers Horacio Zeballos 1-6, 6-3, [10-8]  | Nikola Mektić Mate Pavić            | Dominic Thiem Casper Ruud       | Rafael Nadal John Isner Aleksandr Bublik Cristian Garín                         |
| 9 maggio            | Internazionali d'Italia Roma, Italia ATP Tour Masters 1000 2 563 710 € - Terra rossa - 56S/28Q/32D Singolare - Doppio    | Rafael Nadal 7-5, 1-6, 6-3                           | Novak Đoković                       | Lorenzo Sonego Reilly Opelka    | Stefanos Tsitsipas Andrej Rublëv Federico Delbonis Alexander Zverev             |
| 9 maggio            | Internazionali d'Italia Roma, Italia ATP Tour Masters 1000 2 563 710 € - Terra rossa - 56S/28Q/32D Singolare - Doppio    | Nikola Mektić Mate Pavić 6-4, 7-6(4)                 | Rajeev Ram Joe Salisbury            | Lorenzo Sonego Reilly Opelka    | Stefanos Tsitsipas Andrej Rublëv Federico Delbonis Alexander Zverev             |
| 16 maggio           | Geneva Open Ginevra, Svizzera ATP Tour 250 419 470 € - Terra rossa - 28S/16Q/16D Singolare - Doppio                      | Casper Ruud 7-6(6), 6-4                              | Denis Shapovalov                    | Pablo Andújar Pablo Cuevas      | Dominic Stricker Dominik Koepfer Grigor Dimitrov Laslo Đere                     |
| 16 maggio           | Geneva Open Ginevra, Svizzera ATP Tour 250 419 470 € - Terra rossa - 28S/16Q/16D Singolare - Doppio                      | John Peers Michael Venus 6-2, 7-5                    | Simone Bolelli Máximo González      | Pablo Andújar Pablo Cuevas      | Dominic Stricker Dominik Koepfer Grigor Dimitrov Laslo Đere                     |
| 16 maggio           | Open Parc Auvergne-Rhône-Alpes Lyon Lione, Francia ATP Tour 250 419 470 € - Terra rossa - 28S/16Q/16D Singolare - Doppio | Stefanos Tsitsipas 6-3, 6-3                          | Cameron Norrie                      | Karen Chačanov Lorenzo Musetti  | Arthur Rinderknech Richard Gasquet Aljaž Bedene Yoshihito Nishioka              |
| 16 maggio           | Open Parc Auvergne-Rhône-Alpes Lyon Lione, Francia ATP Tour 250 419 470 € - Terra rossa - 28S/16Q/16D Singolare - Doppio | Hugo Nys Tim Pütz 6-4, 5-7, [10-8]                   | Pierre-Hugues Herbert Nicolas Mahut | Karen Chačanov Lorenzo Musetti  | Arthur Rinderknech Richard Gasquet Aljaž Bedene Yoshihito Nishioka              |
| 24 maggio           | Emilia-Romagna Open Parma, Italia ATP Tour 250 480 000 € - Terra rossa - 28S/16Q/16D Singolare - Doppio                  | Sebastian Korda 6-2, 6-4                             | Marco Cecchinato                    | Tommy Paul Jaume Munar          | Yoshihito Nishioka Jan-Lennard Struff Norbert Gombos Richard Gasquet            |
| 24 maggio           | Emilia-Romagna Open Parma, Italia ATP Tour 250 480 000 € - Terra rossa - 28S/16Q/16D Singolare - Doppio                  | Simone Bolelli Máximo González 6-3, 6-3              | Oliver Marach Aisam-ul-Haq Qureshi  | Tommy Paul Jaume Munar          | Yoshihito Nishioka Jan-Lennard Struff Norbert Gombos Richard Gasquet            |
| 24 maggio           | Belgrade Open Belgrado, Serbia ATP Tour 250 511 000 € - Terra rossa - 28S/16Q/16D Singolare - Doppio                     | Novak Đoković 6-4, 6-3                               | Alex Molčan                         | Andrej Martin Federico Delbonis | Federico Coria Dušan Lajović Fernando Verdasco Roberto Carballés Baena          |
| 24 maggio           | Belgrade Open Belgrado, Serbia ATP Tour 250 511 000 € - Terra rossa - 28S/16Q/16D Singolare - Doppio                     | Jonathan Erlich Andrėj Vasileŭski 6-4, 6-1           | André Göransson Rafael Matos        | Andrej Martin Federico Delbonis | Federico Coria Dušan Lajović Fernando Verdasco Roberto Carballés Baena          |
| 31 maggio 13 giugno | Open di Francia Parigi, Francia Grande Slam 34 367 215 € - Terra rossa - 128S/128Q/64D/32X Singolare - Doppio - Misto    | Novak Đoković 6(6)-7, 2-6, 6-3, 6-2, 6-4             | Stefanos Tsitsipas                  | Rafael Nadal Alexander Zverev   | Matteo Berrettini Diego Schwartzman Alejandro Davidovich Fokina Daniil Medvedev |
| 31 maggio 13 giugno | Open di Francia Parigi, Francia Grande Slam 34 367 215 € - Terra rossa - 128S/128Q/64D/32X Singolare - Doppio - Misto    | Pierre-Hugues Herbert Nicolas Mahut 4-6, 7-6(1), 6-4 | Aleksandr Bublik Andrej Golubev     | Rafael Nadal Alexander Zverev   | Matteo Berrettini Diego Schwartzman Alejandro Davidovich Fokina Daniil Medvedev |
| 31 maggio 13 giugno | Open di Francia Parigi, Francia Grande Slam 34 367 215 € - Terra rossa - 128S/128Q/64D/32X Singolare - Doppio - Misto    | Desirae Krawczyk Joe Salisbury 2-6, 6-4, [10-5]      | Elena Vesnina Aslan Karacev         | Rafael Nadal Alexander Zverev   | Matteo Berrettini Diego Schwartzman Alejandro Davidovich Fokina Daniil Medvedev |

### Giugno
| Settimana           | Torneo | Campioni                                             | Finalisti                            | Semifinalisti                             | Eliminati ai quarti di finale                                       |
| ------------------- | --- | ---------------------------------------------------- | ------------------------------------ | ----------------------------------------- | ------------------------------------------------------------------- |
| 7 giugno            | Mercedes Cup Stoccarda, Germania ATP Tour 250 618 735 € - Erba - 28S/16Q/16D Singolare - Doppio                                     | Marin Čilić 7-6(2), 6-3                              | Félix Auger-Aliassime                | Jurij Rodionov Sam Querrey                | Denis Shapovalov Alex de Minaur Ugo Humbert Dominic Stricker        |
| 7 giugno            | Mercedes Cup Stoccarda, Germania ATP Tour 250 618 735 € - Erba - 28S/16Q/16D Singolare - Doppio                                     | Marcelo Demoliner Santiago González 4-6, 6-3, [10-8] | Ariel Behar Gonzalo Escobar          | Jurij Rodionov Sam Querrey                | Denis Shapovalov Alex de Minaur Ugo Humbert Dominic Stricker        |
| 14 giugno           | Cinch Championships Londra, Gran Bretagna ATP Tour 500 1 455 925 € - Erba - 32S/32QS/24D/4QD Singolare - Doppio                     | Matteo Berrettini 6-4, 6(5)-7, 6-3                   | Cameron Norrie                       | Alex de Minaur Denis Shapovalov           | Daniel Evans Marin Čilić Jack Draper Frances Tiafoe                 |
| 14 giugno           | Cinch Championships Londra, Gran Bretagna ATP Tour 500 1 455 925 € - Erba - 32S/32QS/24D/4QD Singolare - Doppio                     | Pierre-Hugues Herbert Nicolas Mahut 6-4, 7-5         | Reilly Opelka John Peers             | Alex de Minaur Denis Shapovalov           | Daniel Evans Marin Čilić Jack Draper Frances Tiafoe                 |
| 14 giugno           | Noventi Open Halle, Germania ATP Tour 500 1 427 455 € - Erba - 32S/32QS/16D/4QD Singolare - Doppio                                  | Ugo Humbert 6-3, 7-6(4)                              | Andrej Rublëv                        | Félix Auger-Aliassime Nikoloz Basilašvili | Marcos Giron Sebastian Korda Philipp Kohlschreiber Lloyd Harris     |
| 14 giugno           | Noventi Open Halle, Germania ATP Tour 500 1 427 455 € - Erba - 32S/32QS/16D/4QD Singolare - Doppio                                  | Kevin Krawietz Horia Tecău 7-6(4), 6-4               | Félix Auger-Aliassime Hubert Hurkacz | Félix Auger-Aliassime Nikoloz Basilašvili | Marcos Giron Sebastian Korda Philipp Kohlschreiber Lloyd Harris     |
| 21 giugno           | Mallorca Championships Maiorca, Spagna ATP Tour 250 609 065 € - Erba - 28S/16Q/16D Singolare - Doppio                               | Daniil Medvedev 6-4, 6-2                             | Sam Querrey                          | Pablo Carreño Busta Adrian Mannarino      | Casper Ruud Jordan Thompson Roberto Bautista Agut Feliciano López   |
| 21 giugno           | Mallorca Championships Maiorca, Spagna ATP Tour 250 609 065 € - Erba - 28S/16Q/16D Singolare - Doppio                               | Simone Bolelli Máximo González w/o                   | Novak Đoković Carlos Gómez-Herrera   | Pablo Carreño Busta Adrian Mannarino      | Casper Ruud Jordan Thompson Roberto Bautista Agut Feliciano López   |
| 21 giugno           | Nature Valley International Eastbourne, Gran Bretagna ATP Tour 250 783 655 € - Erba - 28S/16Q/16D Singolare - Doppio                | Alex de Minaur 4-6, 6-4, 7-6(5)                      | Lorenzo Sonego                       | Max Purcell Kwon Soon-woo                 | Andreas Seppi Aleksandr Bublik Il'ja Ivaška Vasek Pospisil          |
| 21 giugno           | Nature Valley International Eastbourne, Gran Bretagna ATP Tour 250 783 655 € - Erba - 28S/16Q/16D Singolare - Doppio                | Nikola Mektić Mate Pavić 6-4, 6-3                    | Rajeev Ram Joe Salisbury             | Max Purcell Kwon Soon-woo                 | Andreas Seppi Aleksandr Bublik Il'ja Ivaška Vasek Pospisil          |
| 28 giugno 10 luglio | Torneo di Wimbledon Londra, Gran Bretagna Grande Slam 17 066 000 £ - Erba - 128S/128Q/64D/16Q/48X Singolare - Doppio - Doppio misto | Novak Đoković 6(4)-7, 6-4, 6-4, 6-3                  | Matteo Berrettini                    | Denis Shapovalov Hubert Hurkacz           | Márton Fucsovics Karen Chačanov Félix Auger-Aliassime Roger Federer |
| 28 giugno 10 luglio | Torneo di Wimbledon Londra, Gran Bretagna Grande Slam 17 066 000 £ - Erba - 128S/128Q/64D/16Q/48X Singolare - Doppio - Doppio misto | Nikola Mektić Mate Pavić 6-4, 7-6(5), 2-6, 7-5       | Marcel Granollers Horacio Zeballos   | Denis Shapovalov Hubert Hurkacz           | Márton Fucsovics Karen Chačanov Félix Auger-Aliassime Roger Federer |
| 28 giugno 10 luglio | Torneo di Wimbledon Londra, Gran Bretagna Grande Slam 17 066 000 £ - Erba - 128S/128Q/64D/16Q/48X Singolare - Doppio - Doppio misto | Neal Skupski Desirae Krawczyk 6-2, 7-6(1)            | Joe Salisbury Harriet Dart           | Denis Shapovalov Hubert Hurkacz           | Márton Fucsovics Karen Chačanov Félix Auger-Aliassime Roger Federer |

### Luglio
| Settimana | Torneo | Campioni                                                   | Finalisti                      | Semifinalisti                            | Eliminati ai quarti di finale                                      |
| --------- | --- | ---------------------------------------------------------- | ------------------------------ | ---------------------------------------- | ------------------------------------------------------------------ |
| 12 luglio | Hall of Fame Open Newport, Stati Uniti ATP Tour 250 535 535 $ - Erba - 28S/16Q/16D Singolare - Doppio                     | Kevin Anderson 7-6(8), 6-4                                 | Jenson Brooksby                | Aleksandr Bublik Jordan Thompson         | Jason Jung Jack Sock Peter Gojowczyk Maxime Cressy                 |
| 12 luglio | Hall of Fame Open Newport, Stati Uniti ATP Tour 250 535 535 $ - Erba - 28S/16Q/16D Singolare - Doppio                     | William Blumberg Jack Sock 6-2, 7-6(3)                     | Austin Krajicek Vasek Pospisil | Aleksandr Bublik Jordan Thompson         | Jason Jung Jack Sock Peter Gojowczyk Maxime Cressy                 |
| 12 luglio | Hamburg European Open Amburgo, Germania ATP Tour 500 1 168 220 € - Terra rossa - 32S/16QS/16D/4QD Singolare - Doppio      | Pablo Carreño Busta 6-2, 6-4                               | Filip Krajinović               | Laslo Đere Federico Delbonis             | Stefanos Tsitsipas Nikoloz Basilašvili Benoît Paire Dušan Lajović  |
| 12 luglio | Hamburg European Open Amburgo, Germania ATP Tour 500 1 168 220 € - Terra rossa - 32S/16QS/16D/4QD Singolare - Doppio      | Tim Pütz Michael Venus 6-3, 6(3)-7, [10-8]                 | Kevin Krawietz Horia Tecău     | Laslo Đere Federico Delbonis             | Stefanos Tsitsipas Nikoloz Basilašvili Benoît Paire Dušan Lajović  |
| 12 luglio | Swedish Open Båstad, Svezia ATP Tour 250 481 270 € - Terra rossa - 28S/16Q/16D Singolare - Doppio                         | Casper Ruud 6-3, 6-3                                       | Federico Coria                 | Roberto Carballés Baena Yannick Hanfmann | Henri Laaksonen Norbert Gombos Arthur Rinderknech Cristian Garín   |
| 12 luglio | Swedish Open Båstad, Svezia ATP Tour 250 481 270 € - Terra rossa - 28S/16Q/16D Singolare - Doppio                         | Sander Arends David Pel 6-4, 6-2                           | Andre Begemann Albano Olivetti | Roberto Carballés Baena Yannick Hanfmann | Henri Laaksonen Norbert Gombos Arthur Rinderknech Cristian Garín   |
| 19 luglio | Abierto Mexicano Los Cabos Open Los Cabos, Messico ATP Tour 250 694 655 $ - Cemento - 28S/16Q/16D Singolare - Doppio      | Cameron Norrie 6-2, 6-2                                    | Brandon Nakashima              | Taylor Fritz John Isner                  | Ernesto Escobedo Steve Johnson Alex Bolt Jordan Thompson           |
| 19 luglio | Abierto Mexicano Los Cabos Open Los Cabos, Messico ATP Tour 250 694 655 $ - Cemento - 28S/16Q/16D Singolare - Doppio      | Hans Hach Verdugo John Isner 5-7, 6-2, [10-4]              | Hunter Reese Sem Verbeek       | Taylor Fritz John Isner                  | Ernesto Escobedo Steve Johnson Alex Bolt Jordan Thompson           |
| 19 luglio | Croatia Open Umag Umago, Croazia ATP Tour 250 481 270 € - Terra rossa - 28S/16Q/16D Singolare - Doppio                    | Carlos Alcaraz 6-2, 6-2                                    | Richard Gasquet                | Albert Ramos Viñolas Daniel Altmaier     | Stefano Travaglia Filip Krajinović Damir Džumhur Dušan Lajović     |
| 19 luglio | Croatia Open Umag Umago, Croazia ATP Tour 250 481 270 € - Terra rossa - 28S/16Q/16D Singolare - Doppio                    | Fernando Romboli David Vega Hernández 6-3, 7-5             | Tomislav Brkić Nikola Ćaćić    | Albert Ramos Viñolas Daniel Altmaier     | Stefano Travaglia Filip Krajinović Damir Džumhur Dušan Lajović     |
| 19 luglio | J. Safra Sarasin Swiss Open Gstaad Gstaad, Svizzera ATP Tour 250 481 270 € - Terra rossa - 28S/16Q/16D Singolare - Doppio | Casper Ruud 6-3, 6-2                                       | Hugo Gaston                    | Vít Kopřiva Laslo Đere                   | Mikael Ymer Benoît Paire Cristian Garín Arthur Rinderknech         |
| 19 luglio | J. Safra Sarasin Swiss Open Gstaad Gstaad, Svizzera ATP Tour 250 481 270 € - Terra rossa - 28S/16Q/16D Singolare - Doppio | Marc-Andrea Hüsler Dominic Stricker 6-1, 7-6(7)            | Szymon Walków Jan Zieliński    | Vít Kopřiva Laslo Đere                   | Mikael Ymer Benoît Paire Cristian Garín Arthur Rinderknech         |
| 26 luglio | Giochi della XXXII Olimpiade Tokyo, Giappone Giochi Olimpici Cemento - 64S/32D/16X Singolare - Doppio - Doppio misto      | Alexander Zverev 6-3, 6-1                                  | Karen Chačanov                 | Pablo Carreño Busta Novak Đoković        | Kei Nishikori Jérémy Chardy Ugo Humbert Daniil Medvedev            |
| 26 luglio | Giochi della XXXII Olimpiade Tokyo, Giappone Giochi Olimpici Cemento - 64S/32D/16X Singolare - Doppio - Doppio misto      | Nikola Mektić Mate Pavić 6-4, 3-6, [10-6]                  | Marin Čilić Ivan Dodig         | Pablo Carreño Busta Novak Đoković        | Kei Nishikori Jérémy Chardy Ugo Humbert Daniil Medvedev            |
| 26 luglio | Giochi della XXXII Olimpiade Tokyo, Giappone Giochi Olimpici Cemento - 64S/32D/16X Singolare - Doppio - Doppio misto      | Anastasija Pavljučenkova Andrej Rublëv 6-3, 6(5)-7, [10-3] | Elena Vesnina Aslan Karacev    | Pablo Carreño Busta Novak Đoković        | Kei Nishikori Jérémy Chardy Ugo Humbert Daniil Medvedev            |
| 26 luglio | Generali Open Kitzbühel, Austria ATP Tour 250 481 270 € - Terra rossa - 28S/16Q/16D Singolare - Doppio                    | Casper Ruud 6-1, 4-6, 6-3                                  | Pedro Martínez                 | Arthur Rinderknech Daniel Altmaier       | Mikael Ymer Filip Krajinović Gianluca Mager Jozef Kovalík          |
| 26 luglio | Generali Open Kitzbühel, Austria ATP Tour 250 481 270 € - Terra rossa - 28S/16Q/16D Singolare - Doppio                    | Alexander Erler Lucas Miedler 7-5, 7-6(5)                  | Roman Jebavý Matwé Middelkoop  | Arthur Rinderknech Daniel Altmaier       | Mikael Ymer Filip Krajinović Gianluca Mager Jozef Kovalík          |
| 26 luglio | Truist Atlanta Open Atlanta, Stati Uniti ATP Tour 250 638 385 $ - Cemento - 28S/16Q/16D Singolare - Doppio                | John Isner 7-6(8), 7-5                                     | Brandon Nakashima              | Emil Ruusuvuori Taylor Fritz             | Jordan Thompson Cameron Norrie Reilly Opelka Christopher O'Connell |
| 26 luglio | Truist Atlanta Open Atlanta, Stati Uniti ATP Tour 250 638 385 $ - Cemento - 28S/16Q/16D Singolare - Doppio                | Reilly Opelka Jannik Sinner 6-4, 6(8)-7, [10-3]            | Steve Johnson Jordan Thompson  | Emil Ruusuvuori Taylor Fritz             | Jordan Thompson Cameron Norrie Reilly Opelka Christopher O'Connell |

### Agosto
| Settimana              | Torneo | Campioni                                             | Finalisti                      | Semifinalisti                          | Eliminati ai quarti di finale                                         |
| ---------------------- | --- | ---------------------------------------------------- | ------------------------------ | -------------------------------------- | --------------------------------------------------------------------- |
| 2 agosto               | Citi Open Washington, Stati Uniti d'America ATP Tour 500 2 046 340 $ - Cemento - 48S/24QS/16D/4QD Singolare - Doppio | Jannik Sinner 7-5, 4-6, 7-5                          | Mackenzie McDonald             | Kei Nishikori Jenson Brooksby          | Lloyd Harris Denis Kudla Steve Johnson John Millman                   |
| 2 agosto               | Citi Open Washington, Stati Uniti d'America ATP Tour 500 2 046 340 $ - Cemento - 48S/24QS/16D/4QD Singolare - Doppio | Raven Klaasen Ben McLachlan 7-6(4), 6-4              | Neal Skupski Michael Venus     | Kei Nishikori Jenson Brooksby          | Lloyd Harris Denis Kudla Steve Johnson John Millman                   |
| 9 agosto               | Canadian Open 2021 Toronto, Canada ATP Tour Masters 1000 3 487 915 $ - Cemento - 56S/24Q/32D Singolare - Doppio      | Daniil Medvedev 6-4, 6-3                             | Reilly Opelka                  | Stefanos Tsitsipas John Isner          | Hubert Hurkacz Gaël Monfils Casper Ruud Roberto Bautista Agut         |
| 9 agosto               | Canadian Open 2021 Toronto, Canada ATP Tour Masters 1000 3 487 915 $ - Cemento - 56S/24Q/32D Singolare - Doppio      | Rajeev Ram Joe Salisbury 3-6, 6-4, [10-3]            | Nikola Mektić Mate Pavić       | Stefanos Tsitsipas John Isner          | Hubert Hurkacz Gaël Monfils Casper Ruud Roberto Bautista Agut         |
| 16 agosto              | Cincinnati Open Cincinnati, Stati Uniti ATP Tour Masters 1000 3 707 550 $ - Cemento - 56S/28Q/32D Singolare - Doppio | Alexander Zverev 6-2, 6-3                            | Andrej Rublëv                  | Daniil Medvedev Stefanos Tsitsipas     | Pablo Carreño Busta Benoît Paire Casper Ruud Félix Auger-Aliassime    |
| 16 agosto              | Cincinnati Open Cincinnati, Stati Uniti ATP Tour Masters 1000 3 707 550 $ - Cemento - 56S/28Q/32D Singolare - Doppio | Marcel Granollers Horacio Zeballos 7-6(5), 7-6(5)    | Steve Johnson Austin Krajicek  | Daniil Medvedev Stefanos Tsitsipas     | Pablo Carreño Busta Benoît Paire Casper Ruud Félix Auger-Aliassime    |
| 23 agosto              | Winston-Salem Open Winston-Salem, Stati Uniti ATP Tour 250 807 210 $ - Cemento - 48S/32Q/16D Singolare - Doppio      | Il'ja Ivaška 6-0, 6-2                                | Mikael Ymer                    | Emil Ruusuvuori Carlos Alcaraz         | Pablo Carreño Busta Richard Gasquet Marcos Giron Frances Tiafoe       |
| 23 agosto              | Winston-Salem Open Winston-Salem, Stati Uniti ATP Tour 250 807 210 $ - Cemento - 48S/32Q/16D Singolare - Doppio      | Marcelo Arévalo Matwé Middelkoop 6(5)-7, 7-5, [10-6] | Ivan Dodig Austin Krajicek     | Emil Ruusuvuori Carlos Alcaraz         | Pablo Carreño Busta Richard Gasquet Marcos Giron Frances Tiafoe       |
| 30 agosto 12 settembre | US Open New York, Stati Uniti Grande Slam 26,562,000 $ - Cemento 128S/128Q/64D/32X Singolare - Doppio - Doppio misto | Daniil Medvedev 6-4, 6-4, 6-4                        | Novak Đoković                  | Alexander Zverev Félix Auger-Aliassime | Matteo Berrettini Lloyd Harris Carlos Alcaraz Botic van de Zandschulp |
| 30 agosto 12 settembre | US Open New York, Stati Uniti Grande Slam 26,562,000 $ - Cemento 128S/128Q/64D/32X Singolare - Doppio - Doppio misto | Rajeev Ram Joe Salisbury 3-6, 6-2, 6-2               | Jamie Murray Bruno Soares      | Alexander Zverev Félix Auger-Aliassime | Matteo Berrettini Lloyd Harris Carlos Alcaraz Botic van de Zandschulp |
| 30 agosto 12 settembre | US Open New York, Stati Uniti Grande Slam 26,562,000 $ - Cemento 128S/128Q/64D/32X Singolare - Doppio - Doppio misto | Joe Salisbury Desirae Krawczyk 7-5, 6-2              | Marcelo Arévalo Giuliana Olmos | Alexander Zverev Félix Auger-Aliassime | Matteo Berrettini Lloyd Harris Carlos Alcaraz Botic van de Zandschulp |

### Settembre
| Settimana    | Torneo | Campioni                                       | Finalisti                         | Semifinalisti                 | Eliminati ai quarti di finale                                   |
| ------------ | --- | ---------------------------------------------- | --------------------------------- | ----------------------------- | --------------------------------------------------------------- |
| 13 settembre | Nessun torneo previsto                                                                                            | Nessun torneo previsto                         | Nessun torneo previsto            | Nessun torneo previsto        | Nessun torneo previsto                                          |
| 20 settembre | Moselle Open Metz, Francia ATP Tour 250 481 270 $ - Cemento (i) - 28S/16Q/16D Singolare - Doppio                  | Hubert Hurkacz 7-6(6), 6-2                     | Pablo Carreño Busta               | Peter Gojowczyk Gaël Monfils  | Andy Murray Marcos Giron Nikoloz Basilašvili Holger Rune        |
| 20 settembre | Moselle Open Metz, Francia ATP Tour 250 481 270 $ - Cemento (i) - 28S/16Q/16D Singolare - Doppio                  | Hubert Hurkacz Jan Zieliński 7-5, 6-3          | Hugo Nys Arthur Rinderknech       | Peter Gojowczyk Gaël Monfils  | Andy Murray Marcos Giron Nikoloz Basilašvili Holger Rune        |
| 20 settembre | Nur-Sultan , Kazakistan ATP Tour 250 541 800 $ - Cemento (i) - 28S/16Q/16D Singolare - Doppio                     | Kwon Soon-woo 7-6(8), 6-3                      | James Duckworth                   | Il'ja Ivaška Aleksandr Bublik | Emil Ruusuvuori John Millman Laslo Đere Carlos Taberner         |
| 20 settembre | Nur-Sultan , Kazakistan ATP Tour 250 541 800 $ - Cemento (i) - 28S/16Q/16D Singolare - Doppio                     | Santiago González Andrés Molteni 6-2, 6-1      | Jonathan Erlich Andrėj Vasileŭski | Il'ja Ivaška Aleksandr Bublik | Emil Ruusuvuori John Millman Laslo Đere Carlos Taberner         |
| 20 settembre | Laver Cup Boston, Stati Uniti d'America Torneo a squadre Cemento indoor - 12S                                     | Europa 14-1                                    | Resto del Mondo                   |                               |                                                                 |
| 27 settembre | San Diego Open San Diego, Stati Uniti d'America ATP Tour 250 600 000 $ - Cemento - 28S/16S/16D Singolare - Doppio | Casper Ruud 6-0, 6-2                           | Cameron Norrie                    | Andrej Rublëv Grigor Dimitrov | Diego Schwartzman Denis Shapovalov Aslan Karacev Lorenzo Sonego |
| 27 settembre | San Diego Open San Diego, Stati Uniti d'America ATP Tour 250 600 000 $ - Cemento - 28S/16S/16D Singolare - Doppio | Joe Salisbury Neal Skupski 7-6(2), 3-6, [10-5] | John Peers Filip Polášek          | Andrej Rublëv Grigor Dimitrov | Diego Schwartzman Denis Shapovalov Aslan Karacev Lorenzo Sonego |
| 27 settembre | Sofia Open Sofia, Bulgaria ATP Tour 250 389 270 € - Cemento (i) - 28S/32Q/16D Singolare - Doppio                  | Jannik Sinner 6-3, 6-4                         | Gaël Monfils                      | Filip Krajinović Marcos Giron | James Duckworth Kamil Majchrzak John Millman Gianluca Mager     |
| 27 settembre | Sofia Open Sofia, Bulgaria ATP Tour 250 389 270 € - Cemento (i) - 28S/32Q/16D Singolare - Doppio                  | Jonny O'Mara Ken Skupski 6-3, 6-4              | Oliver Marach Philipp Oswald      | Filip Krajinović Marcos Giron | James Duckworth Kamil Majchrzak John Millman Gianluca Mager     |

### Ottobre
| Settimana            | Torneo | Campioni                                           | Finalisti                        | Semifinalisti                              | Eliminati ai quarti di finale                                                     |
| -------------------- | --- | -------------------------------------------------- | -------------------------------- | ------------------------------------------ | --------------------------------------------------------------------------------- |
| 4 ottobre 11 ottobre | Indian Wells Open Indian Wells, Stati Uniti ATP Tour Masters 1000 9 146 125 $ - Cemento - 96S/48Q/32D Singolare - Doppio | Cameron Norrie 3-6, 6-4, 6-1                       | Nikoloz Basilašvili              | Grigor Dimitrov Taylor Fritz               | Diego Schwartzman Hubert Hurkacz Alexander Zverev Stefanos Tsitsipas              |
| 4 ottobre 11 ottobre | Indian Wells Open Indian Wells, Stati Uniti ATP Tour Masters 1000 9 146 125 $ - Cemento - 96S/48Q/32D Singolare - Doppio | John Peers Filip Polášek 6-3, 7-6(5)               | Aslan Karacev Andrej Rublëv      | Grigor Dimitrov Taylor Fritz               | Diego Schwartzman Hubert Hurkacz Alexander Zverev Stefanos Tsitsipas              |
| 18 ottobre           | European Open Anversa, Belgio ATP Tour 250 584 125 € - Cemento (i) - 28S/32Q/16D Singolare - Doppio                      | Jannik Sinner 6-2, 6-2                             | Diego Schwartzman                | Lloyd Harris Jenson Brooksby               | Arthur Rinderknech Márton Fucsovics Alejandro Davidovich Fokina Brandon Nakashima |
| 18 ottobre           | European Open Anversa, Belgio ATP Tour 250 584 125 € - Cemento (i) - 28S/32Q/16D Singolare - Doppio                      | Nicolas Mahut Fabrice Martin 6-0, 6-1              | Wesley Koolhof Jean-Julien Rojer | Lloyd Harris Jenson Brooksby               | Arthur Rinderknech Márton Fucsovics Alejandro Davidovich Fokina Brandon Nakashima |
| 18 ottobre           | VTB Kremlin Cup Mosca, Russia ATP Tour 250 779 515 $ - Cemento (i) - 28S/32Q/16D Singolare - Doppio                      | Aslan Karacev 6-2, 6-4                             | Marin Čilić                      | Ričardas Berankis Karen Chačanov           | Adrian Mannarino Pedro Martínez John Millman Gilles Simon                         |
| 18 ottobre           | VTB Kremlin Cup Mosca, Russia ATP Tour 250 779 515 $ - Cemento (i) - 28S/32Q/16D Singolare - Doppio                      | Harri Heliövaara Matwé Middelkoop 7-5, 4-6, [11-9] | Tomislav Brkić Nikola Ćaćić      | Ričardas Berankis Karen Chačanov           | Adrian Mannarino Pedro Martínez John Millman Gilles Simon                         |
| 25 ottobre           | Vienna Open Vienna, Austria ATP Tour 500 1 974 510 € - Cemento (i) - 32S/16QS/16D/4QD Singolare - Doppio                 | Alexander Zverev 7-5, 6-4                          | Frances Tiafoe                   | Jannik Sinner Carlos Alcaraz               | Matteo Berrettini Félix Auger-Aliassime Diego Schwartzman Casper Ruud             |
| 25 ottobre           | Vienna Open Vienna, Austria ATP Tour 500 1 974 510 € - Cemento (i) - 32S/16QS/16D/4QD Singolare - Doppio                 | Juan Sebastián Cabal Robert Farah 6-4, 6-2         | Rajeev Ram Joe Salisbury         | Jannik Sinner Carlos Alcaraz               | Matteo Berrettini Félix Auger-Aliassime Diego Schwartzman Casper Ruud             |
| 25 ottobre           | St. Petersburg Open San Pietroburgo, Russia ATP Tour 250 932 370 $ - Cemento (i) - 28S/32Q/16D Singolare - Doppio        | Marin Čilić 7-6(3), 4-6, 6-4                       | Taylor Fritz                     | Botic van de Zandschulp Jan-Lennard Struff | Denis Shapovalov John Millman Roberto Bautista Agut Andrej Rublëv                 |
| 25 ottobre           | St. Petersburg Open San Pietroburgo, Russia ATP Tour 250 932 370 $ - Cemento (i) - 28S/32Q/16D Singolare - Doppio        | Jamie Murray Bruno Soares 6-3, 6-4                 | Andrej Golubev Hugo Nys          | Botic van de Zandschulp Jan-Lennard Struff | Denis Shapovalov John Millman Roberto Bautista Agut Andrej Rublëv                 |

### Novembre
| Settimana   | Torneo | Campioni                                   | Finalisti                              | Semifinalisti                        | Eliminati ai quarti di finale                                                                                                |
| ----------- | --- | ------------------------------------------ | -------------------------------------- | ------------------------------------ | --- |
| 1º novembre | Paris Masters Parigi, Francia ATP Tour Masters 1000 3 084 450 € - Cemento (i) - 48S/24Q/24D Singolare - Doppio | Novak Đoković 4-6, 6-3, 6-3                | Daniil Medvedev                        | Hubert Hurkacz Alexander Zverev      | Taylor Fritz James Duckworth Casper Ruud Hugo Gaston                                                                         |
| 1º novembre | Paris Masters Parigi, Francia ATP Tour Masters 1000 3 084 450 € - Cemento (i) - 48S/24Q/24D Singolare - Doppio | Tim Pütz Michael Venus 6-3, 6(4)-7, [11-9] | Pierre-Hugues Herbert Nicolas Mahut    | Hubert Hurkacz Alexander Zverev      | Taylor Fritz James Duckworth Casper Ruud Hugo Gaston                                                                         |
| 8 novembre  | Stockholm Open Stoccolma, Svezia ATP Tour 250 635 750 $ - Cemento (i) - 28S/32Q/16D Singolare - Doppio         | Tommy Paul 6-4, 2-6, 6-4                   | Denis Shapovalov                       | Frances Tiafoe Félix Auger-Aliassime | Andy Murray Daniel Evans Arthur Rinderknech Botic van de Zandschulp                                                          |
| 8 novembre  | Stockholm Open Stoccolma, Svezia ATP Tour 250 635 750 $ - Cemento (i) - 28S/32Q/16D Singolare - Doppio         | Santiago González Andrés Molteni 6-2, 6-2  | Aisam-ul-Haq Qureshi Jean-Julien Rojer | Frances Tiafoe Félix Auger-Aliassime | Andy Murray Daniel Evans Arthur Rinderknech Botic van de Zandschulp                                                          |
| 8 novembre  | Next Generation ATP Finals Milano, Italia 1 400 000 $ - Cemento indoor - 8S (RR) Singolare                     | Carlos Alcaraz 4-3(5), 4-2, 4-2            | Sebastian Korda                        | Brandon Nakashima Sebastián Báez     | Round robin Gruppo A Juan Manuel Cerúndolo Holger Rune Gruppo B Lorenzo Musetti Hugo Gaston                                  |
| 15 novembre | Nitto ATP Finals Torino, Italia ATP Finals 7 250 000 $ - Cemento (i) - 8S/8D (RR) Singolare - Doppio           | Alexander Zverev 6-4, 6-4                  | Daniil Medvedev                        | Novak Đoković Casper Ruud            | Round robin Gruppo A Matteo Berrettini Hubert Hurkacz Jannik Sinner Gruppo B Stefanos Tsitsipas Andrej Rublëv Cameron Norrie |
| 25 novembre | Coppa Davis - Fase finale Madrid, Spagna Torneo a squadre misto 23 000 000 $ - Cemento (i) - 18 squadre (RR)   | Russia 2–0                                 | Croazia                                | Germania Serbia                      | Svezia Regno Unito Italia Kazakistan                                                                                         |

### Cancellazioni e spostamenti
| Data                  | Torneo | Esito                                                                                            |
| --------------------- | --- | ------------------------------------------------------------------------------------------------ |
| 4 gennaio             | ATP Cup Brisbane, Perth, Sydney, Australia Torneo a squadre 15 000 000 $ - Cemento - 24 squadre                       | Rinviato all'1 febbraio, ridotto a 12 squadre e trasferito a Melbourne per pandemia di COVID-19. |
| 4 gennaio             | Qatar Open ATP Doha, Qatar ATP Tour 250 1 465 260 $ - Cemento - 28S/16Q/16D                                           | Rinviato all'8 marzo.                                                                            |
| 11 gennaio            | Adelaide International Adelaide, Australia Torneo a squadre 610 010 $ - Cemento - 28S/16Q/16D                         | Cancellati per pandemia di COVID-19.                                                             |
| 11 gennaio            | Auckland Open Auckland, Nuova Zelanda ATP Tour 250 610 010 € - Terra rossa - 28S/16Q/16D                              | Cancellati per pandemia di COVID-19.                                                             |
| 15 gennaio 25 gennaio | Australian Open Melbourne, Australia Grande Slam 32 505 000 AU$ - Cemento - 128S/128Q/64D/32X                         | Rinviato all'8 febbraio per pandemia di COVID-19.                                                |
| 1º febbraio           | Maharashtra Open Pune, India ATP Tour 250 610 010 $ - Cemento - 28S/16Q/16D                                           | In attesa di ricollocamento.                                                                     |
| 1º febbraio           | Córdoba Open Córdoba, Argentina ATP Tour 250 610 010 $ - Terra rossa - 28S/16Q/16D                                    | Rinviati al 22 febbraio.                                                                         |
| 1º febbraio           | Open Sud de France Montpellier, Francia ATP Tour 250 606 350 € - Cemento (i) - 28S/16Q/16D                            | Rinviati al 22 febbraio.                                                                         |
| 8 febbraio            | Rotterdam Open Rotterdam, Paesi Bassi ATP Tour 500 2 155 295 € - Cemento (i) - 32S/16Q/16D                            | Rinviati al 1º marzo.                                                                            |
| 8 febbraio            | Argentina Open Buenos Aires, Argentina ATP Tour 250 696 280 $ - Terra rossa - 28S/16Q/16D                             | Rinviati al 1º marzo.                                                                            |
| 8 febbraio            | New York Open New York, Stati Uniti ATP Tour 250 804 180 $ - Cemento (i) - 28S/16Q/16D                                | Cancellato per pandemia di COVID-19.                                                             |
| 15 febbraio           | Rio Open Rio de Janeiro, Brasile ATP Tour 500 1 915 485 $ - Terra rossa - 32S/16Q/16D                                 | Cancellato per pandemia di COVID-19.                                                             |
| 15 febbraio           | Delray Beach Open Delray Beach, Stati Uniti ATP Tour 250 673 655 $ - Cemento - 32S/16Q/16D                            | Anticipato al 7 gennaio.                                                                         |
| 15 febbraio           | Open 13 Provence Marsiglia, Francia ATP Tour 250 769 670 € - Cemento (i) - 28S/16Q/16D                                | Rinviato all'8 marzo.                                                                            |
| 22 febbraio           | Dubai Tennis Championships Dubai, Emirati Arabi Uniti ATP Tour 500 2 950 420 $ - Cemento - 32S/16Q/16D                | Rinviati al 15 marzo.                                                                            |
| 22 febbraio           | Abierto Mexicano de Tenis Acapulco, Messico ATP Tour 500 2 000 845 $ - Cemento - 32S/16Q/16D                          | Rinviati al 15 marzo.                                                                            |
| 22 febbraio           | Chile Open Santiago del Cile, Cile ATP Tour 250 674 730 $ - Terra rossa - 28S/16Q/16D                                 | Rinviato all'8 marzo.                                                                            |
| 8 marzo 15 marzo      | Indian Wells Open Indian Wells, Stati Uniti ATP Tour Masters 1000 9 735 685 $ - Cemento - 96S/48Q/32D                 | Rinviato al 4 ottobre.                                                                           |
| 5 aprile              | Grand Prix Hassan II Marrakech, Marocco ATP Tour 250 323 970 € - Terra rossa - 32S/16Q/16D                            | In attesa di ricollocamento                                                                      |
| 5 aprile              | U.S. Men's Clay Court Championships Houston, Stati Uniti d'America ATP Tour 250 674 430 $ - Terra rossa - 28S/16Q/16D | Cancellato per pandemia di COVID-19.                                                             |
| 19 aprile             | Hungarian Open Budapest, Ungheria ATP Tour 250 606 350 € - Terra rossa - 28S/16Q/16D                                  | Cancellato e ricollocato a Belgrado per pandemia di COVID-19 .                                   |
| 7 giugno              | Rosmalen Open 's-Hertogenbosch, Paesi Bassi ATP Tour 250 410 000 € - Erba - 28S/16Q/16D                               | Cancellato per pandemia di COVID-19.                                                             |

## Distribuzione punti
| Categoria                       | W     | F     | SF   | QF                                     | R16                                    | R32                                    | R64                                    | R128                                   | Q                                      | Q3                                     | Q2                                     | Q1                                     |
| Grand Slam (S)                  | 2000  | 1200  | 720  | 360                                    | 180                                    | 90                                     | 45                                     | 10                                     | 25                                     | 16                                     | 8                                      | 0                                      |
| Grand Slam (D)                  | 2000  | 1200  | 720  | 360                                    | 180                                    | 90                                     | 0                                      | –                                      | 25                                     | –                                      | 0                                      | 0                                      |
| ATP Finals (8S/8D)              | 1500* | 1000* | 600* | (+200 per match del round robin vinto) | (+200 per match del round robin vinto) | (+200 per match del round robin vinto) | (+200 per match del round robin vinto) | (+200 per match del round robin vinto) | (+200 per match del round robin vinto) | (+200 per match del round robin vinto) | (+200 per match del round robin vinto) | (+200 per match del round robin vinto) |
| ATP Tour Masters 1000 (96S)     | 1000  | 600   | 360  | 180                                    | 90                                     | 45                                     | 25                                     | 10                                     | 16                                     | –                                      | 8                                      | 0                                      |
| ATP Tour Masters 1000 (56S/48S) | 1000  | 600   | 360  | 180                                    | 90                                     | 45                                     | 10                                     | –                                      | 25                                     | –                                      | 16                                     | 0                                      |
| ATP Tour Masters 1000 (32D)     | 1000  | 600   | 360  | 180                                    | 90                                     | 0                                      | –                                      | –                                      | –                                      | –                                      | –                                      | –                                      |
| ATP Tour 500 (48S)              | 500   | 300   | 180  | 90                                     | 45                                     | 20                                     | 0                                      | –                                      | 10                                     | –                                      | 4                                      | 0                                      |
| ATP Tour 500 (32S)              | 500   | 300   | 180  | 90                                     | 45                                     | 0                                      | –                                      | –                                      | 20                                     | –                                      | 10                                     | 0                                      |
| ATP Tour 500 (16D)              | 500   | 300   | 180  | 90                                     | 0                                      | –                                      | –                                      | –                                      | 45                                     | –                                      | 25                                     | 0                                      |
| ATP Tour 250 (48S)              | 250   | 150   | 90   | 45                                     | 20                                     | 10                                     | 0                                      | –                                      | 5                                      | –                                      | 3                                      | 0                                      |
| ATP Tour 250 (32S/28S)          | 250   | 150   | 90   | 45                                     | 20                                     | 0                                      | –                                      | –                                      | 12                                     | –                                      | 6                                      | 0                                      |
| ATP Tour 250 (16D)              | 250   | 150   | 90   | 45                                     | 0                                      | –                                      | –                                      | –                                      | –                                      | –                                      | –                                      | –                                      |

*Quota punti vinta con nessuna partita persa nel round robin.

## Misure adottate per far fronte alla pandemia di COVID-19
Il 3 marzo 2021, l’ATP annuncia le seguenti misure eccezionali valide fino al 17 agosto 2021 per sostenere i tennisti e gli organizzatori durante l'emergenza dovuta alla pandemia di COVID-19:
- Garanzia di ranking protetto per i giocatori costretti a stare fuori dal circuito più di 4 settimane. Il ranking protetto può essere utilizzato per un massimo di 4 tornei, esclusi quelli del Grande Slam e le Olimpiadi.
- I punti accumulati nei tornei disputati tra il 4 marzo e il 5 agosto 2019 e annullati nel 2020 e nei tornei del 2020 che sono stati spostati a fine stagione, come gli Internazionali d'Italia 2020 e gli Open di Francia 2020, restano nella classifica ma ridotti del 50%. Se un giocatore non ottenesse un risultato migliore nell'edizione 2021 di uno dei suddetti tornei annullati o spostati, gli viene conteggiato in classifica il 50% dei punti ottenuti nell'ultima edizione dello stesso torneo. Per esempio, Roger Federer ha vinto il Masters Miami Open 2019 guadagnando 1000 punti; il torneo non si è disputato nel 2020, Federer non ha partecipato all'edizione del 2021 e anziché perdere i 1000 punti guadagnati nel 2019 a Miami ne ha persi solo 500.
- La soglia del montepremi minimo da garantire per i tornei ATP 250 e ATP 500 viene fissata rispettivamente al 60% e all'80% del montepremi delle edizioni precedenti alla pandemia. In precedenza la soglia minima era stata fissata al 50%, taglio che si era reso necessario a causa dei mancati introiti per le restrizioni con cui è stato deciso di far giocare i tornei a porte chiuse, senza spettatori. Si è stimato che in seguito a questa decisione presa il 3 marzo 2021, l'aumento totale dei montepremi sarà di 5,2 milioni di dollari, finanziato soprattutto con la redistribuzione del Bonus Pool, un premio legato al risultato normalmente spartito tra i migliori giocatori.

## Ranking a fine anno

### Singolare
| #   | Giocatore          | Punti  | Rank. 2020 | /       |
| 1.  | Novak Đoković      | 11.540 | 1          | Stabile |
| 2.  | Daniil Medvedev    | 8.640  | 4          | 2       |
| 3.  | Alexander Zverev   | 7.840  | 7          | 4       |
| 4.  | Stefanos Tsitsipas | 6.540  | 6          | 2       |
| 5.  | Andrej Rublëv      | 5.150  | 8          | 3       |
| 6.  | Rafael Nadal       | 4.875  | 2          | 4       |
| 7.  | Matteo Berrettini  | 4.568  | 10         | 3       |
| 8.  | Casper Ruud        | 4.160  | 27         | 19      |
| 9.  | Hubert Hurkacz     | 3.706  | 34         | 25      |
| 10. | Jannik Sinner      | 3.350  | 37         | 27      |

 Đoković ha occupato la prima posizione per tutta la durata della stagione.

### Doppio
| #   | Giocatore             | Punti  | Rank. 2020 | /  |
| 1.  | Mate Pavić            | 10.265 | 4          | 3  |
| 2.  | Nikola Mektić         | 9.830  | 8          | 6  |
| 3.  | Joe Salisbury         | 9.610  | 12         | 9  |
| 4.  | Rajeev Ram            | 9.400  | 14         | 10 |
| 5.  | Nicolas Mahut         | 7.735  | 6          | 1  |
| 6.  | Horacio Zeballos      | 7.100  | 3          | 3  |
| 7.  | Marcel Granollers     | 7.043  | 9          | 2  |
| 8.  | Pierre-Hugues Herbert | 6.660  | 23         | 15 |
| 9.  | Filip Polášek         | 6.460  | 17         | 8  |
| 10. | Juan Sebastián Cabal  | 5.525  | 1          | 9  |
| 10. | Robert Farah          | 5.525  | 2          | 8  |

Nel corso della stagione tre tennisti hanno occupato la prima posizione:
- Farah = luglio 2019 – 4 aprile 2021
- Pavić = 5 aprile 2021 – 17 ottobre 2021
- Mektić = 18 ottobre 2021 – 7 novembre 2021
- Pavić = 8 novembre 2021 – fine anno

## Informazioni statistiche

### Informazioni sui titoli
I giocatori sottoelencati hanno vinto il loro primo titolo in carriera in singolare, doppio o in doppio misto:
- Ariel Behar - Delray Beach (doppio)
- Gonzalo Escobar - Delray Beach (doppio)
- Daniel Evans - Melbourne (singolare)
- Alexei Popyrin - Singapore (singolare)
- Juan Manuel Cerúndolo - Córdoba (singolare)
- Rafael Matos - Córdoba (doppio)
- Felipe Meligeni Alves - Córdoba (doppio)
- Tomislav Brkić - Buenos Aires (doppio)
- Aslan Karacev - Doha (doppio)
- Lloyd Glasspool - Marsiglia (doppio)
- Harri Heliövaara - Marsiglia (doppio)
- Aslan Karacev - Dubai (singolare)
- Lorenzo Sonego - Cagliari (doppio)
- Andrea Vavassori - Cagliari (doppio)
- Ivan Sabanov - Belgrado (doppio)
- Matej Sabanov - Belgrado (doppio)

## Ritiri
I seguenti giocatori hanno annunciato il loro ritiro dal tennis professionistico durante il 2021:
- Liam Caruana
- Arthur De Greef[26]
- Aleksandr Dolhopolov
- Viktor Galović
- Guillermo García López[27]
- Martin Kližan[28]
- Paolo Lorenzi[29]
- Lu Yen-hsun[30]
- Leonardo Mayer[31]
- Jürgen Melzer[32]
- Leander Paes[33]
- Gianluigi Quinzi
- Viktor Troicki
- Marcus Willis
- Julian Knowle
- Robert Lindstedt
- Alessandro Bega